# (5503) 1985 CE2
Az (5503) 1985 CE2 a Naprendszer kisbolygóövében található aszteroida. Henri Debehogne fedezte fel 1985. február 13-án.